# Острівні Бескиди
Острівні Бескиди (пол. Beskid Wyspowy) — гірський масив на півдні Польщі, частина Західних Бескидів в Зовнішніх Західних Карпатах, зі значними природними ресурсами, народною культурою, середньовічною історією та розвиненими ресурсами для туризму.

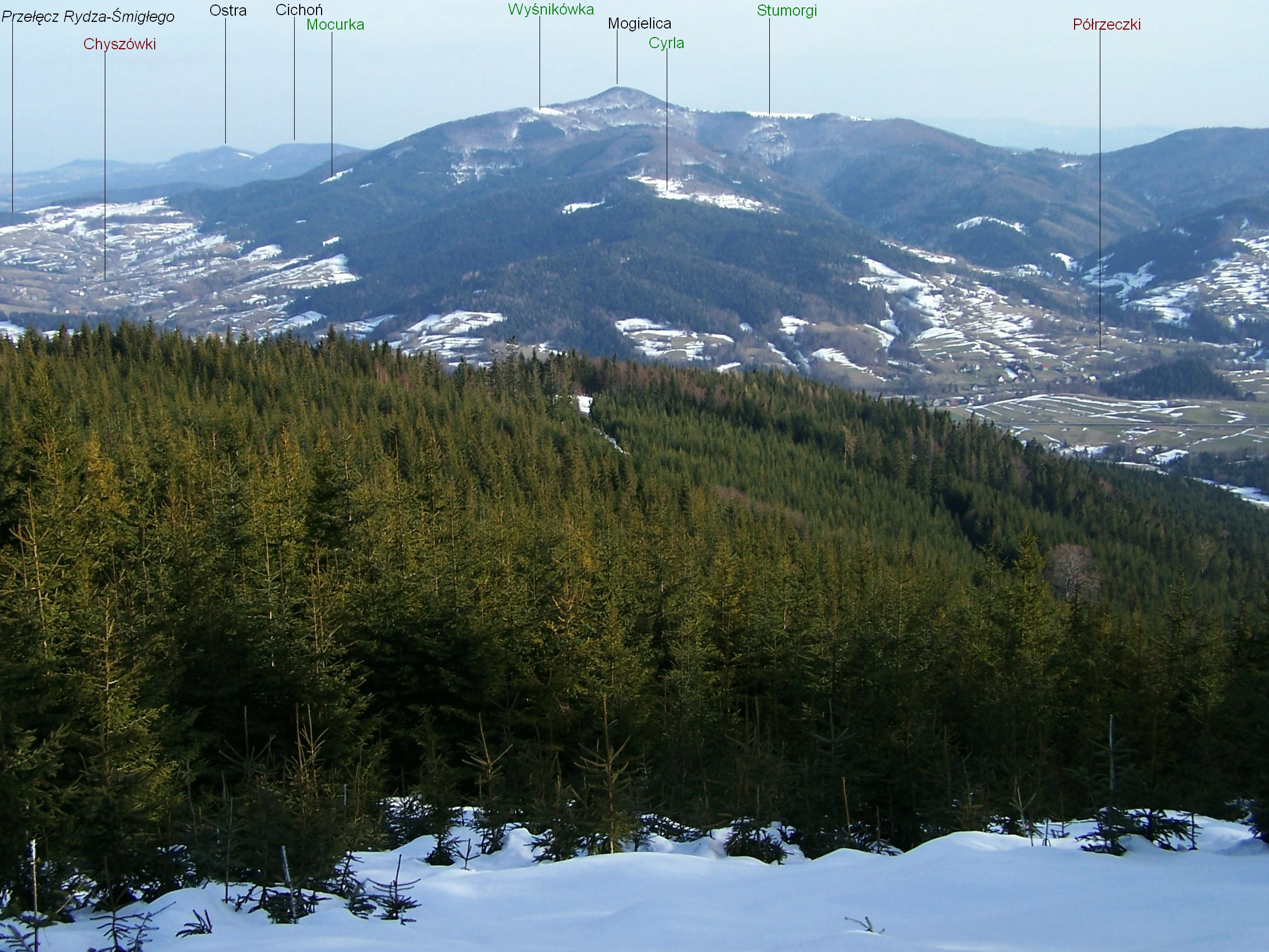
Найвища вершина, Могієліца (вгорі по центру)

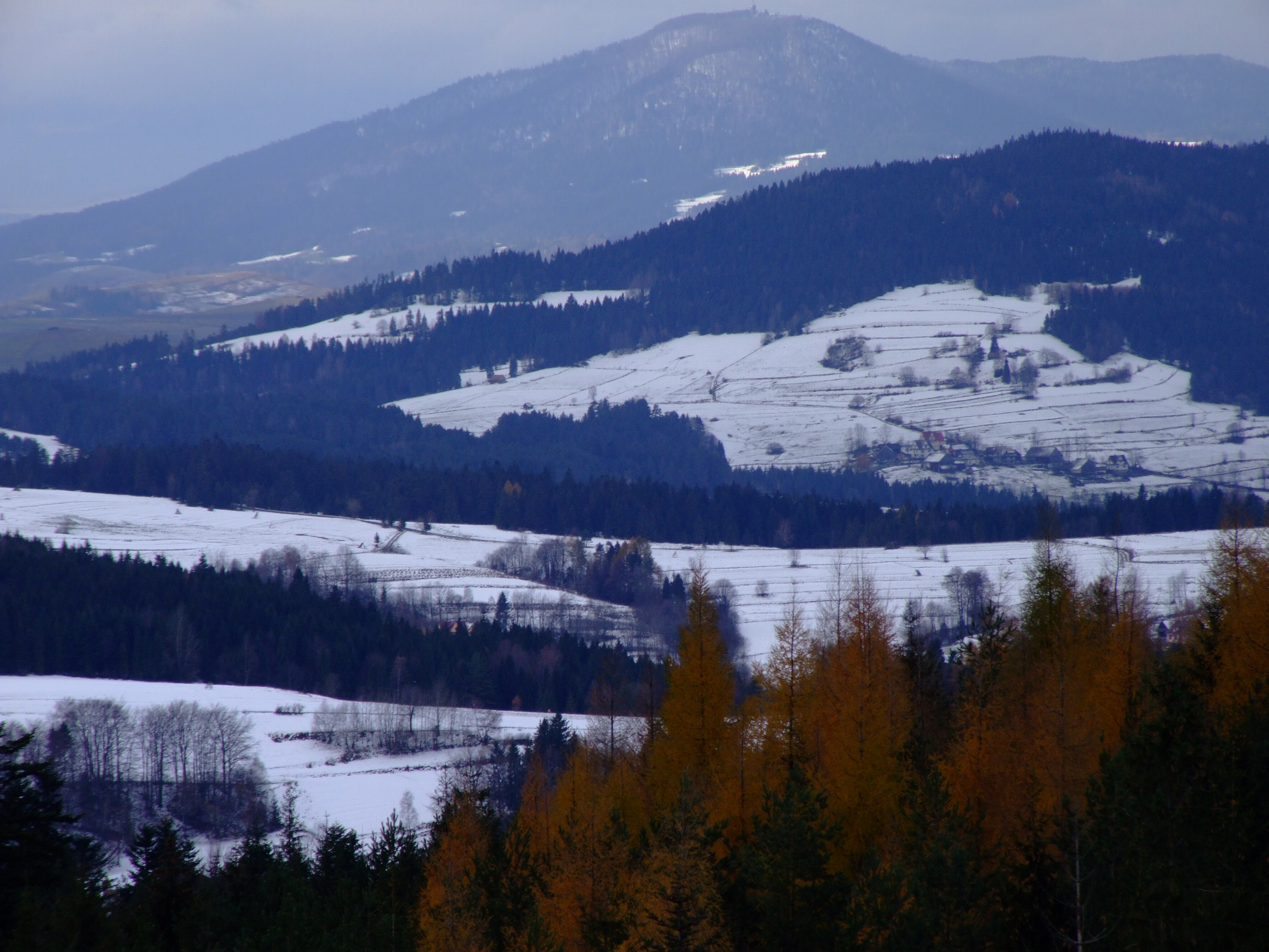
Luboń Wielki (Велика Любонь)

Відмінною рисою цього регіону є його ізольовані, окремі вершини, від яких і походить його назва. Найвища вершина — Могелиця (1170 метрів). До інших великих вершин входять Чвілін (1072 метри), Jasien (1052 метри), Модинь (1029 метрів), Велика Либонь (1022 метри) і Кшистонув (1012 метрів). 
До складу природні заповідники входять:
- Природний заповідник «Біловодська гора».
- Заповідник «Камьонна».
- Природний заповідник Костша
- Заповідник Любонь Велкі
- Природний заповідник Могеліца (заснований 12 березня 2011 р.)
- Заповідник Шнієжніца

Села в діапазоні включають Щижиць. 